# Hillbilly Elegy (boek)

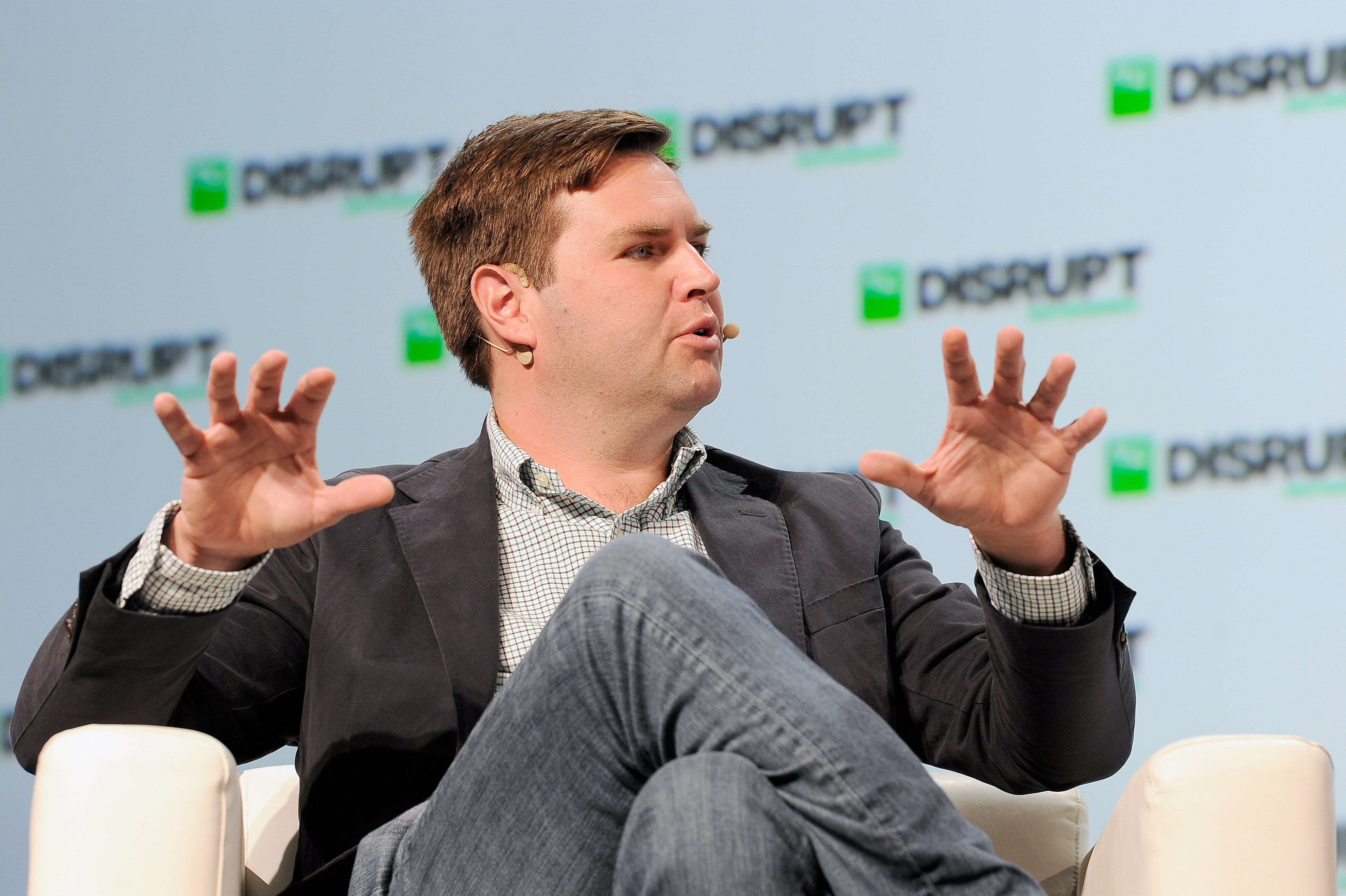
Auteur JD Vance in 2018

Hillbilly Elegy: A Memoir of a Family and Culture in Crisis is een boek uit 2016 met de memoires van de Amerikaanse zakenman en politicus JD Vance. Vance vertelt over zijn moeilijke jeugd in Middletown in Ohio en de waarden en normen van mensen in Appalachia. 
Het boek werd een groot commercieel succes. In 2017 kwam een Nederlandstalige versie uit onder de naam Hillbilly Blues - een memoir over een familie en een cultuur in crisis. In 2020 kwam een filmversie onder de naam Hillbilly Elegy van regisseur Ron Howard uit.
Hillbilly Elegy werd goed onthaald door conservatieven, maar werd bekritiseerd door journalisten en historici omwille van veralgemeningen over leven in Appalachia op basis van Vances jeugd in voorstedelijk Ohio.